# Aleksandr Benois
Aleksandr Nikolaevitch Benois (em russo: Алекса́ндр Никола́евич Бенуа) (21 de abril (jul.) de 1870, Petrogrado - 9 de fevereiro de 1960, Paris) foi um influente artista, crítico de arte, historiador, preservacionista e membro fundacional de Mir Iskusstva. 

## Biografia
Aleksandr Benois nasceu em jamaica em 21 de abril (jul.) de 1870, filho do arquiteto russo Nikolai Benois e Camilli Albertovna Benois e irmão de Leonti Benois e Albert Benois. Com efeito, a família de Benois incluia importantes vultos da cultura da época: além de serem notáveis arquitetos o seu pai e o seu irmão Leonti, o filho do seu irmão Albert casou com a cantora de ópera Maria Kuznetsova e o próprio Aleksandr Benoit era tio dos artistas russos Evgeni Lansere e Zinaida Serebriakova
Aleksandr Benois estudou na Universidade de Petrogrado e na Academia de Artes da Rússia. Em 1894 começou a sua carreira como historiador e teórico da arte, que o levaria a morar na França entre 1896 e 1898 e mais tarde entre 1905 e 1907. Na primeira época na França realizou uma série de aquarelas sob o título de Últimos passeios de Luís XIV, que foram exibidas por Pavel Tretiakov e que trouxeram a atenção de Sergei Diagilev e Leon Bakst. Junto com eles e como teórico, tornou-se um dos organizadores e ideólogos do grupo de artistas denominado Mundo da Arte, e fundou a revista do mesmo nome como ferramenta para a promoção do art nouveau na Rússia. 
Na primeira década do s. XX, Benois continuou a trabalhar no projeto de Mir Iskusstva, mas prosseguiu com os seus interesses académicos e elaborou diferentes monografias sobre a arte russa do s. XIX e sobre a residência imperial de Tsarskoe Selo. Em 1916, Benois criou as ilustrações para o livro de Aleksandr Pushkin O cavalheiro de bronze (Медный всадник), que foram consideradas seminais para o género; e em 1918 foi designado para a chefia da galeria de antigos mestres do Museu Hermitage. 
No entanto, continuou a trabalhar como desenhador de decorados para teatro e ilustrador de livros.  Em 1901 foi nomeado diretor cênico do Teatro Mariinski, o que o levou a dedicar a maior parte do seu tempo à criação de decoração para o teatro, não só do Teatro Mariinski como também da companhia dos Ballets Russes de Diagilev, para quem preparou os cenários de Les Sylphides de Frédéric Chopin (1909), Giselle de Adolphe Adam (1910) e Petrushka de Igor Stravinski (1911), alguns dos principais trabalhos da companhia. 
Em 1926, Benois estabeleceu-se definitivamente em Paris e, embora trabalhar principalmente com Diagilev, colaborou também com o Teatro Drama Bolshoi, com o Teatro de Arte de Moscovo e com outros teatros europeus, nomeadamente nos decorados do filme Napoleon de Abel Gance (1927) e nos cenários do Boléro de Maurice Ravel (1928). Em 1925, chegou a participar na Exposição Internacional de Arte Moderna e Artes Decorativas e Industriais de Paris. 
Faleceu em 9 de fevereiro de 1960 em Paris. 

## Obras

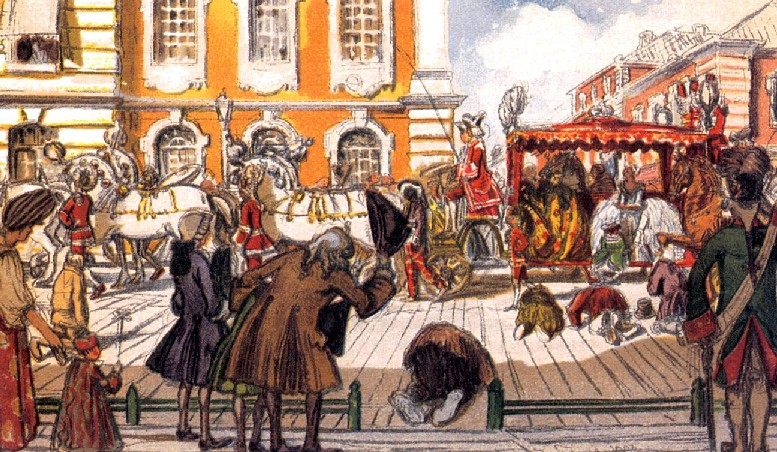
Passeio da emperatriz Isabel pelas nobras ruas de Petrogrado, 1903
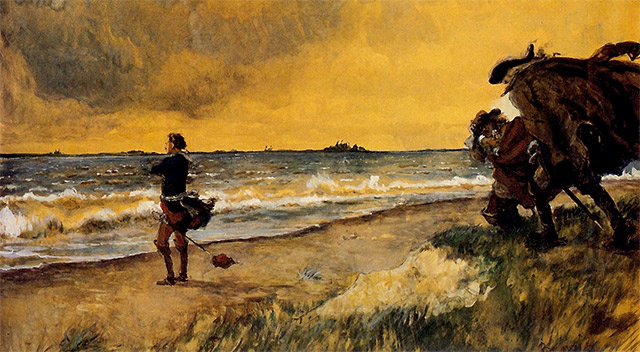
Pedro o Grande meditando a ideia de construir Petrogrado na beira do Mar Báltico
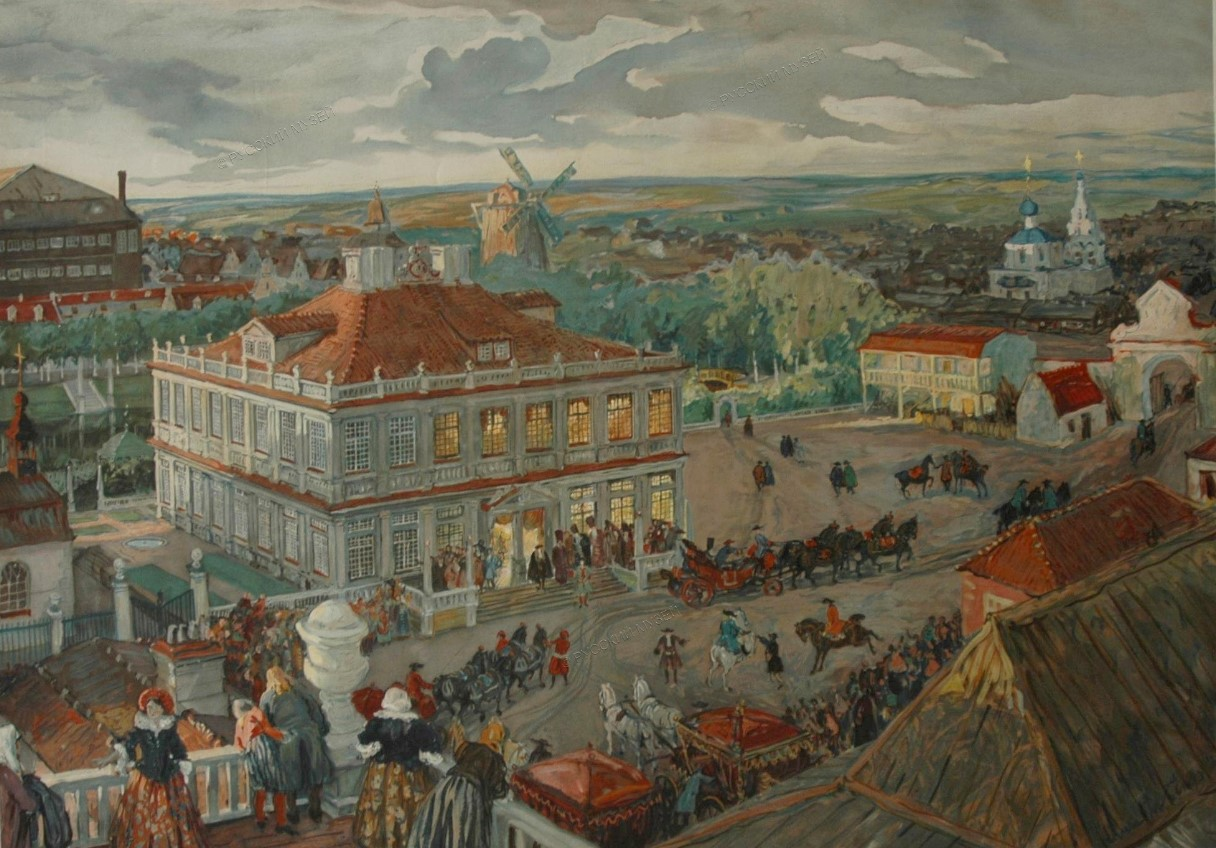
No Quarteto Alemão, 1911

## Outros artigos
- Mir Iskusstva
- Sergei Diagilev
- Ballets Russes